# Nado sincronizado no Campeonato Mundial de Esportes Aquáticos de 2011 - Rotina técnica dueto
A rotina técnica dueto do nado sincronizado no Campeonato Mundial de Esportes Aquáticos de 2011 foi realizada entre os dias 17 e 18 de julho no Shanghai Oriental Sports Center em Xangai.

## Calendário
| Fase       | Data        |
| ---------- | ----------- |
| Preliminar | 17 de julho |
| Final      | 18 de julho |

## Medalhistas
| Ouro                                                                        | Prata                                             | Bronze                                   |
| Rússia · Natalia Ishchenko · Svetlana Romashina · Alexandra Zueva (reserva) | China · Huang Xuechen · Liu Ou · Luo Xi (reserva) | Espanha · Ona Carbonell · Andrea Fuentes |

## Resultados
| Pos.              | Nadadoras                                     | Nacionalidade     | Preliminar | Preliminar | Final     | Final |
| Pos.              | Nadadoras                                     | Nacionalidade     | Pontos     | Pos.       | Pontos    | Pos.  |
| ----------------- | --------------------------------------------- | ----------------- | ---------- | ---------- | --------- | ----- |
| Medalha de ouro   | Natalia Ishchenko Svetlana Romashina          | Rússia            | 97.500     | 1          | 98.200    | 1     |
| Medalha de prata  | Huang Xuechen Liu Ou                          | China             | 95.800     | 2          | 96.500    | 2     |
| Medalha de bronze | Ona Carbonell Andrea Fuentes                  | Espanha           | 94.400     | 3          | 95.400    | 3     |
| 4                 | Élise Marcotte Marie-Pier Boudreau Gagnon     | Canadá            | 93.900     | 4          | 94.100    | 4     |
| 5                 | Yukiko Inui Chisa Kobayashi                   | Japão             | 92.600     | 5          | 92.800    | 5     |
| 6                 | Daria Iushko Kseniya Sydorenko                | Ucrânia           | 90.900     | 6          | 91.300    | 6     |
| 7                 | Giulia Lapi Mariangela Perrupato              | Itália            | 89.900     | 7          | 90.100    | 7     |
| 8                 | Sara Labrousse Chloé Willhelm                 | França            | 88.500     | 9          | 88.900    | 8     |
| 9                 | Mary Killman Lyssa Wallace                    | Estados Unidos    | 89.000     | 8          | 88.500    | 9     |
| 10                | Olivia Allison Jenna Randall                  | Reino Unido       | 87.800     | 10         | 87.300    | 10    |
| 11                | Evangelia Platanioti Despoina Solomou         | Grécia            | 87.600     | 11         | 87.200    | 11    |
| 12                | Nayara Figueira Lara Teixeira                 | Brasil            | 87.400     | 12         | 86.000    | 12    |
| 23.5              | H09.5                                         |                   |            |            | 00:55.635 |       |
| 13                | Jang Hyang-Mi Wang Ok-Gyong                   | Coreia do Norte   | 86.700     | 13         |           |       |
| 14                | Anastasia Gloushkov Inna Yoffe                | Israel            | 86.000     | 14         |           |       |
| 15                | Park Hyun-Ha Park Hyun-sun                    | Coreia do Sul     | 85.500     | 15         |           |       |
| 15                | Soňa Bernardová Alžběta Dufková               | Predefinição:FCZE | 85.500     | 15         |           |       |
| 17                | Anna Kulkina Aigerim Zhexembinova             | Cazaquistão       | 85.400     | 17         |           |       |
| 18                | Elisabeth Sneeuw Nicolien Wellen              | Países Baixos     | 83.700     | 18         |           |       |
| 19                | Pamela Fischer Anja Nyffeler                  | Suíça             | 83.200     | 19         |           |       |
| 20                | Mariana Cifuentes Evelyn Guajardo             | México            | 82.900     | 20         |           |       |
| 21                | Eszter Czékus Szofi Kiss                      | Hungria           | 82.300     | 21         |           |       |
| 22                | Nadine Brandl Livia Lang                      | Áustria           | 82.000     | 22         |           |       |
| 23                | Nastassia Mekhanikava Darya Navaselskaya      | Bielorrússia      | 79.800     | 23         |           |       |
| 24                | Etel Sánchez Sofia Sánchez                    | Argentina         | 79.200     | 24         |           |       |
| 25                | Dasa Baloghova Jana Labathova                 | Eslováquia        | 77.300     | 25         |           |       |
| 26                | Eloise Amberger Sarah Bombell                 | Austrália         | 76.400     | 26         |           |       |
| 27                | Wiebke Jeske Edith Zeppenfeld                 | Alemanha          | 75.800     | 27         |           |       |
| 28                | Monica Arango Jennifer Cerquera               | Colômbia          | 75.600     | 28         |           |       |
| 28                | Dalia Mohamed Elgebaly Reem Wail Abdalazem    | Egito             | 75.600     | 28         |           |       |
| 30                | Iglika Goleminova Kalina Yordanova            | Bulgária          | 74.400     | 30         |           |       |
| 31                | Anastasiya Ruzmetova Anastasiya Zdraykovakaya | Uzbequistão       | 74.300     | 31         |           |       |
| 32                | Katrina Ann Hui Chuen Png                     | Malásia           | 72.900     | 32         |           |       |
| 33                | Cristina Nicolini Elena Tini                  | San Marino        | 71.900     | 33         |           |       |
| 34                | Melis Öner Tuğçe Tanış                        | Turquia           | 71.800     | 34         |           |       |
| 35                | Lianne Caraballo Darlys Rodríguez             | Cuba              | 71.400     | 35         |           |       |
| 35                | Rosamaria Avila Fredmary Zambrano             | Venezuela         | 71.400     | 35         |           |       |
| 37                | Arthittaya Kittithanatphum Nantaya Polsen     | Tailândia         | 67.800     | 37         |           |       |
| 38                | Caitlin Anderson Kirstin Anderson             | Nova Zelândia     | 67.600     | 38         |           |       |
| 39                | Stephanie Chen Hui Yu Yap                     | Singapura         | 67.200     | 39         |           |       |
| 40                | Nadezhda Gómez Violeta Mitinian               | Costa Rica        | 65.800     | 40         |           |       |
| 41                | Megawati Suyanto Samara Talia Pattiasina      | Indonésia         | 62.800     | 41         |           |       |
| 42                | Emma Manners-Wood Nicola David                | África do Sul     | 61.500     | 42         |           |       |